# Canon-EOS-Digitalkameras

Logo des EOS-Systems

Die Canon-EOS-Digitalkameras (EOS-D-Reihe, Electro-Optical System Digital) sind eine Reihe von digitalen Spiegelreflex- und spiegellosen Systemkameras des japanischen Herstellers Canon im digitalen Kamerasystem Canon EOS. Die Reihe umfasst neben den Fotokameras dazu passende Wechselobjektive, Blitzgeräte und weiteres Systemzubehör.

## Allgemeines
Die EOS-Digitalkameras führen die EOS-Modellreihe der EOS-Kleinbildkameras fort. Im Jahre 2000 wurde die erste digitale Canon EOS vorgestellt, bereits ab 1995 hatte Canon unter eigenem Namen digitale Spiegelreflexkameras von Kodak auf Basis von Canon-Kleinbild-Spiegelreflexkameras vertrieben. In den digitalen EOS-Kameras werden CMOS-Bildsensoren in zwei verschiedenen Größen verwendet: KB-Formatsensor („Vollformatsensor“) und das kleinere APS-C-Format. Das mittlere APS-H-Format wird bei den aktuellen Modellen nicht mehr verwendet.
An allen digitalen EOS-Spiegelreflex-Kameras können Canon-Objektive mit EF-Anschluss oder passende Objektive anderer Hersteller verwendet werden. Die EOS-Modelle mit Sensor im APS-C-Format ab der EOS 300D, die 2003 vorgestellt wurde, haben einen neuen Objektivanschluss, an den auch die dafür neu entwickelten EF-S-Bajonett-Objektive passen. Zur Steuerung der Kamerafunktionen und für die Bildverarbeitung werden DIGIC-Bildprozessoren eingesetzt.
Anhand der Modellbezeichnungen ist es möglich, die Kameras nach Qualität und Einsatzbereich zu klassifizieren. Die Anzahl der Stellen vor dem „D“ in der Typenbezeichnung zeigt die Klasse der Kamera: je kürzer die Zahl ist, desto höher ist die Kamera im Sortiment eingeordnet. Die einstelligen Modellnummern werden hierbei allerdings bei neuen Modellen wiederverwendet, wodurch Bezeichnungen wie EOS-1D X entstehen.
Mit der EOS M führte Canon zum ersten Mal eine Wechselobjektiv-Kamera ohne Spiegel, eine sogenannte spiegellose Systemkamera, ein. Die EOS M hat einen APS-C-Sensor. Mit der EOS M wurde auch ein neuer Objektivanschluss eingeführt, das Canon-EF-M-Bajonett. Canon-EF- und -EF-S-Objektive können über einen Adapter an Kameras mit EF-M-Anschluss angeschlossen werden. Die erste Kamera mit EF-M-Anschluss, die Canon EOS M, basiert auf der Canon EOS 650D und ist mit dieser vom Funktionsumfang her weitestgehend identisch.
Mit der EOS R wurde im Oktober 2018 ein neues Bajonett (RF-Bajonett) für spiegellose Systemkameras im Kleinbildformat eingeführt. Objektive mit EF und EF-S Bajonett können über einen Objektivadapter an die EOS R angeschlossen werden. Dieses gilt nicht für Objektive mit EF-M Bajonett.
Als geistige Nachfolger der Canon EOS 5D Mark IV und EOS 6D Mark II folgten im Juli 2020 die EOS R5 und R6. Mit den EOS R7 und EOS R10 wurde im Jahr 2022 die APS-C Sensorgröße im R-System eingeführt und gleichzeitig die 7D Mark II und 90D beerbt.
Im Juli 2024 erschien die Canon EOS R1 als Flaggschiff und Nachfolgerin zur EOS 1DX Mark III und brachte mit dem "Cross-Type Autofokus" erstmals eine große technische Weiterentwicklung auf Sensorbasis zum Dual-Pixel Autofokus, welcher erstmals 2013 in der EOS 70D verwendet wurde.

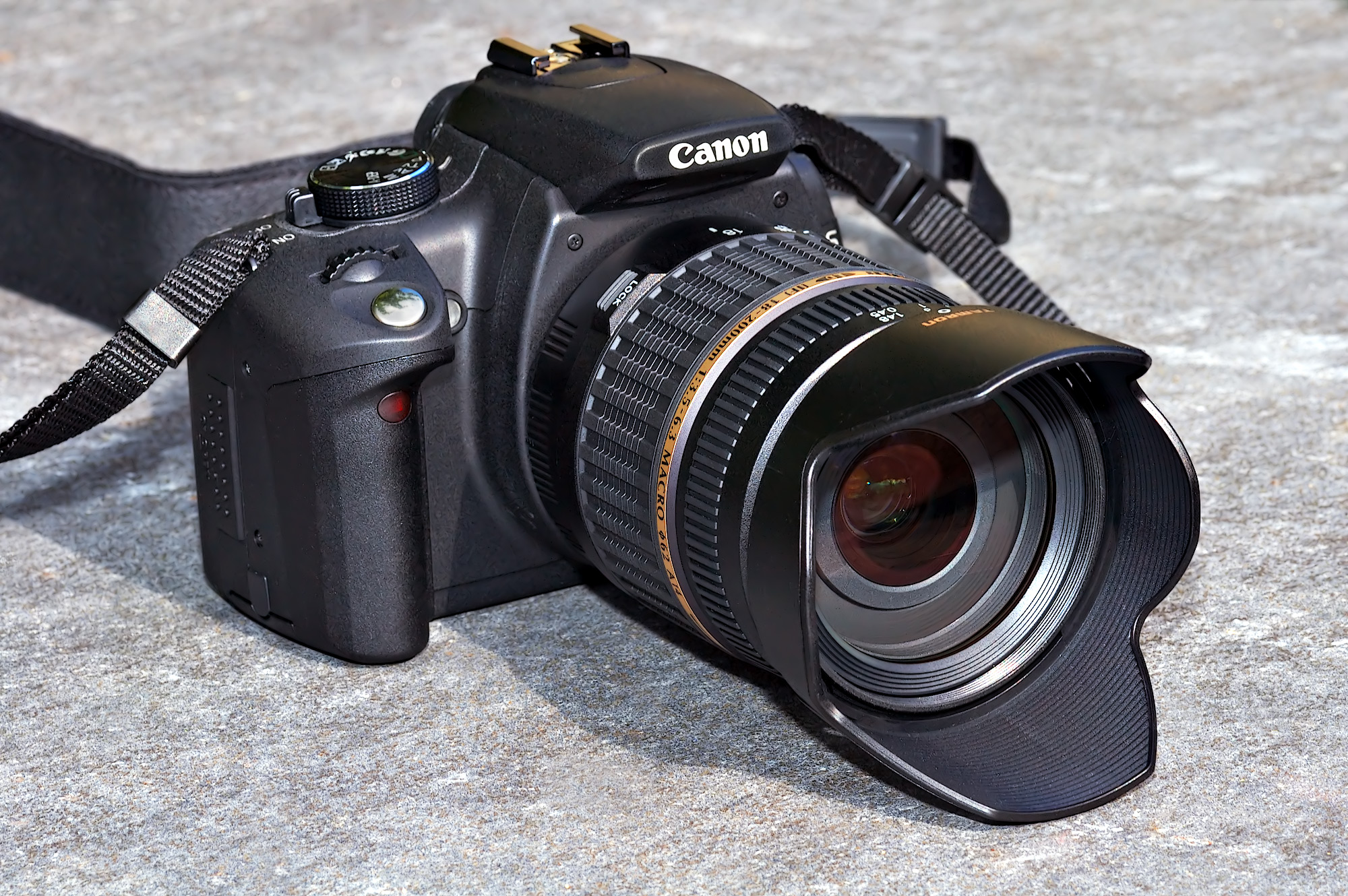
Eine Canon EOS 350D
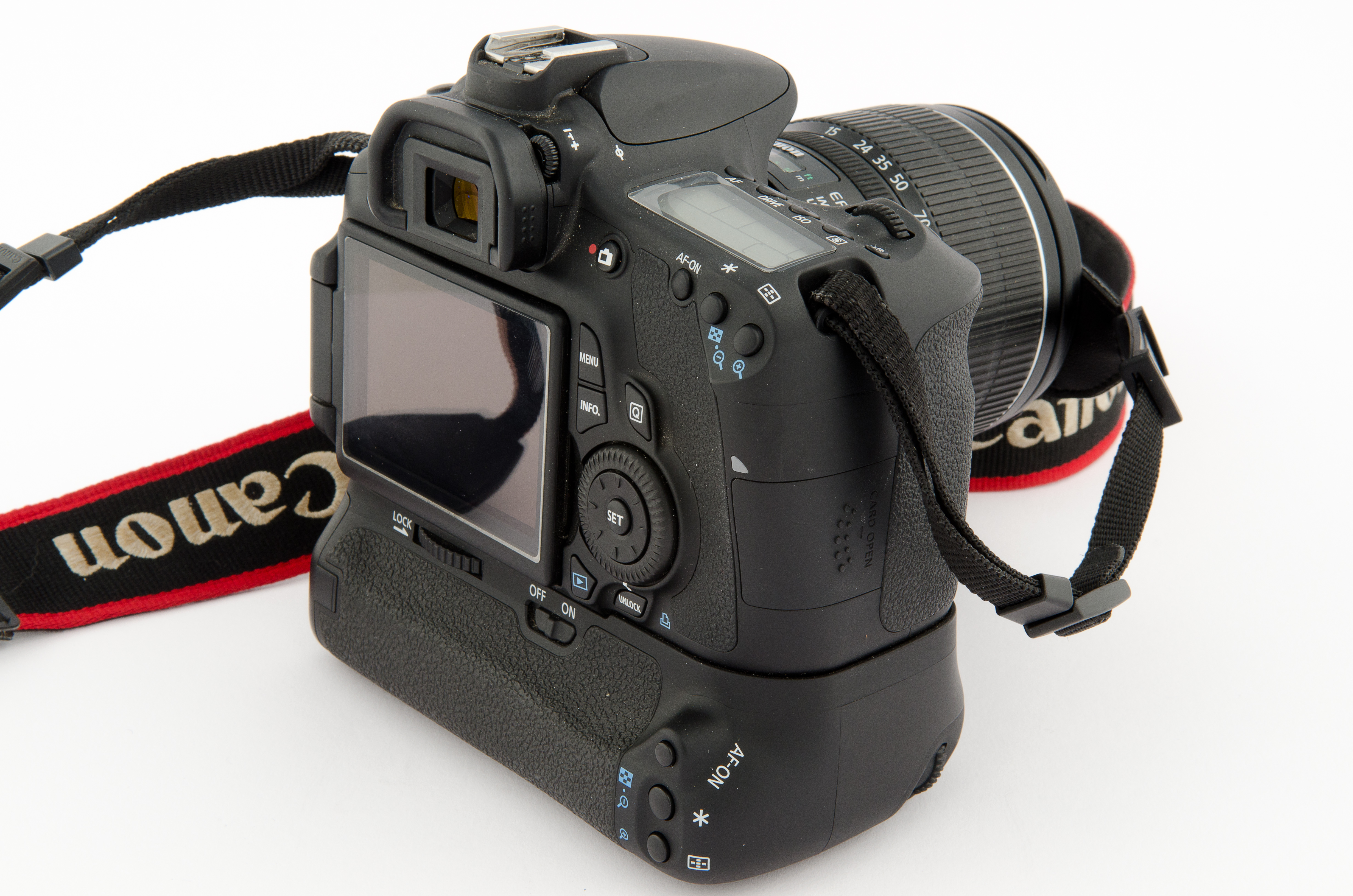
Canon EOS 60D mit Batteriegriff
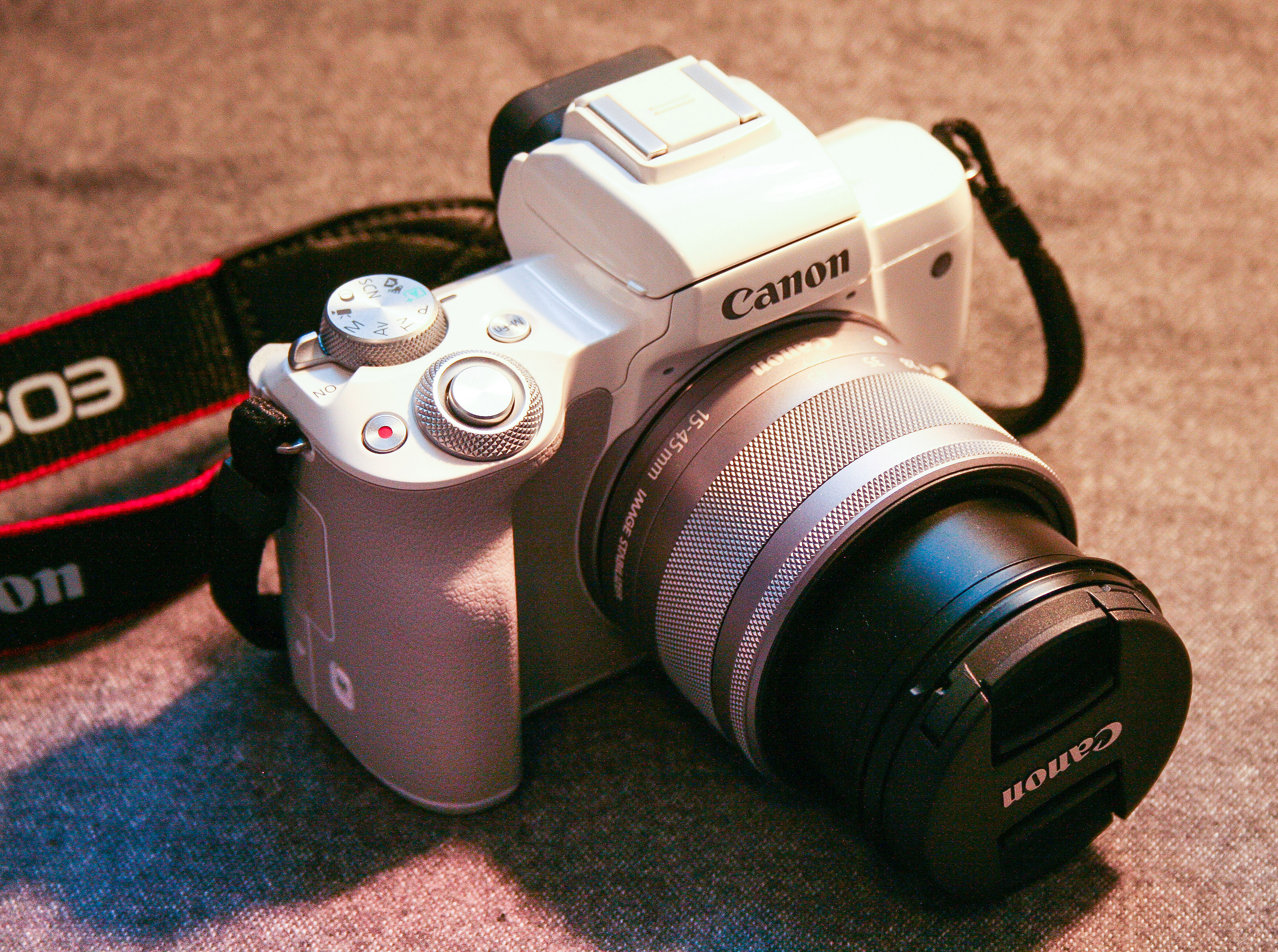
EOS M50

## Modelle
| Modellbezeichnung       | Sensor- auflösung (Megapixel) | Geschwindigkeit (Bilder/s)             | Sensorgröße (Formatfaktor) | Markt- einführung | Bajonett | Gehäuse                                                                              |
| ----------------------- | ----------------------------- | -------------------------------------- | -------------------------- | ----------------- | -------- | ------------------------------------------------------------------------------------ |
| Canon EOS-1D X Mark III | 20,1                          | 16; 20 (Live View)                     | KB-Format (1×)             | Feb. 2020         | EF       | Magnesiumlegierung                                                                   |
| Canon EOS 5D Mark IV    | 30,1                          | 7                                      | KB-Format (1×)             | Aug. 2016         | EF       | Magnesiumlegierung, Polycarbonat (wegen GPS-Empfänger)                               |
| Canon EOS 6D Mark II    | 26,2                          | 6,5                                    | KB-Format (1×)             | Juni 2017         | EF       | Aluminiumlegierung + glasfaserverstärktes Polycarbonat                               |
| Canon EOS 90D           | 32,5                          | 10                                     | APS-C (1,6×)               | Sep. 2019         | EF/EF-S  | Aluminiumlegierung + glasfaserverstärktes Polykarbonat                               |
| Canon EOS 850D          | 24,1                          | 7; 7,5 (Live View)                     | APS-C (1,6×)               | Apr. 2020         | EF/EF-S  | Aluminiumlegierung + glasfaserverstärktes Polycarbonat                               |
| Canon EOS 250D          | 24,1                          | 5                                      | APS-C (1,6×)               | Apr. 2019         | EF/EF-S  | Aluminiumlegierung + glasfaserverstärktes Polycarbonat                               |
| Canon EOS 2000D         | 24,1                          | 3                                      | APS-C (1,6×)               | Feb. 2018         | EF/EF-S  | Glasfaserverstärktes Polykarbonat                                                    |
| Canon EOS 4000D         | 18                            | 3                                      | APS-C (1,6×)               | Feb. 2018         | EF/EF-S  | Glasfaserverstärktes Polykarbonat                                                    |
| Canon EOS R1            | 24,1                          | 12; 40 (mit elektronischem Verschluss) | KB-Format (1×)             | Juli 2024         | RF       | Magnesiumlegierung und Polykarbonat mit Glasfaser                                    |
| Canon EOS R3            | 24,1                          | 12; 30 (mit elektronischem Verschluss) | KB-Format (1×)             | Sep. 2021         | RF       | Magnesiumlegierung und Polykarbonat mit Glasfaser                                    |
| Canon EOS R5 Mark II    | 45,0                          | 12; 30 (mit elektronischem Verschluss) | KB-Format (1×)             | Juli 2024         | RF       | Magnesiumlegierung und Chassis mit Komponenten aus Polykarbonat mit Glasfaser        |
| Canon EOS R6 Mark II    | 24,2                          | 12; 40 (mit elektronischem Verschluss) | KB-Format (1×)             | Nov. 2022         | RF       | Magnesiumlegierung, Außenteile aus Polykarbonat mit Glasfaser                        |
| Canon EOS R             | 30,1                          | 8                                      | KB-Format (1×)             | Okt. 2018         | RF       | Gehäuse aus Magnesiumlegierung und Polykarbonat mit Glasfaserkunststoff-Teilen       |
| Canon EOS R8            | 24,2                          | 6; 40 (mit elektronischem Verschluss)  | KB-Format (1×)             | Feb. 2023         | RF       | Magnesiumlegierung, mit einigen Teilen aus Aluminium und Polycarbonat mit Glasfasern |
| Canon EOS R7            | 32,5                          | 15; 30 (mit elektronischem Verschluss) | APS-C (1,6×)               | Mai 2022          | RF       | Magnesiumlegierung und hochfester technischer Kunststoff                             |
| Canon EOS R10           | 24,2                          | 15                                     | APS-C (1,6×)               | Mai 2022          | RF       | Magnesiumlegierung und hochfester technischer Kunststoff                             |
| Canon EOS R50           | 24,2                          | 12; 15 (mit elektronischem Verschluss) | APS-C (1,6×)               | Feb. 2023         | RF       | Magnesiumlegierung und hochfester technischer Kunststoff                             |
| Canon EOS R50 V         | 24,2                          | 12; 15 (mit elektronischem Verschluss) | APS-C (1,6×)               | Mär. 2025         | RF       | Magnesiumlegierung, teilweise aus einer Aluminiumlegierung                           |
| Canon EOS R100          | 24,2                          | 6,5                                    | APS-C (1,6×)               | Mai 2023          | RF       | Aluminiumlegierung und Polycarbonatharz mit Glasfasern                               |

| Modellbezeichnung       | Sensorauflösung (Megapixel) | Geschwindigkeit (Bilder/s)             | Sensorgröße    | Markt- einführung | Nachfolgemodell                                 |
| ----------------------- | --------------------------- | -------------------------------------- | -------------- | ----------------- | ----------------------------------------------- |
| Canon EOS R50           | 24,2                        | 12; 15 (mit elektronischem Verschluss) | APS-C (1,6×)   | Feb. 2023         | Canon EOS R50 V                                 |
| Canon EOS R5            | 45,0                        | 12; 20 (mit elektronischem Verschluss) | KB-Format (1×) | Jul. 2020         | Canon EOS R5 Mark II                            |
| Canon EOS R6            | 20,1                        | 12; 40 (mit elektronischem Verschluss) | KB-Format (1×) | Jul. 2020         | Canon EOS R6 Mark II                            |
| Canon EOS RP            | 26,2                        | 5                                      | KB-Format (1×) | Feb. 2019         | Canon EOS R8                                    |
| Canon EOS M5            | 24,2                        | 9; 7 (mit AF)                          | APS-C (1,6×)   | Sep. 2016         | Kein direktes Modell – Nachfolger Canon R Serie |
| Canon EOS M6 Mark II    | 32,5                        | 14                                     | APS-C (1,6×)   | Sep. 2019         | Kein direktes Modell – Nachfolger Canon R Serie |
| Canon EOS M50 Mark II   | 24,1                        | 10                                     | APS-C (1,6×)   | Nov. 2020         | Kein direktes Modell – Nachfolger Canon R Serie |
| Canon EOS M200          | 24                          | 6,1                                    | APS-C (1,6×)   | Okt. 2019         | Kein direktes Modell – Nachfolger Canon R Serie |
| Canon EOS 77D           | 24,2                        | 6                                      | APS-C (1,6×)   | Apr. 2017         | Canon EOS 850D                                  |
| Canon EOS 7D Mark II    | 20,2                        | 10                                     | APS-C (1,6×)   | Sep. 2014         | Canon EOS R7                                    |
| Canon EOS 800D          | 24,2                        | 6                                      | APS-C (1,6×)   | Apr. 2017         | Canon EOS 850D                                  |
| Canon EOS Ra            | 30,1                        | 8                                      | KB-Format (1×) | Nov. 2019         | -                                               |
| Canon EOS-1D X Mark II  | 20,2                        | 14; 16 (Live View)                     | KB-Format (1×) | Apr. 2016         | Canon EOS-1D X Mark III                         |
| Canon EOS M6            | 24,2                        | 7                                      | APS-C (1,6×)   | Apr. 2017         | Canon EOS M6 Mark II                            |
| Canon EOS M50           | 24,1                        | 10                                     | APS-C (1,6×)   | Feb. 2018         | Canon EOS M50 Mark II                           |
| Canon EOS M100          | 24                          | 6,1                                    | APS-C (1,6×)   | Okt. 2017         | Canon EOS M200                                  |
| Canon EOS 80D           | 24,2                        | 7                                      | APS-C (1,6×)   | März 2016         | Canon EOS 90D                                   |
| Canon EOS 6D            | 20,2                        | 4,5                                    | KB-Format (1×) | Jan. 2013         | Canon EOS 6D Mark II                            |
| Canon EOS 5DS(R)        | 50,6                        | 5                                      | KB-Format (1×) | Feb. 2015         | Keines                                          |
| Canon EOS 5D Mark III   | 22,3                        | 6                                      | KB-Format (1×) | März 2012         | Canon EOS 5D Mark IV                            |
| Canon EOS 200D          | 24,2                        | 5                                      | APS-C (1,6×)   | Juni 2017         | Canon EOS 250D                                  |
| Canon EOS M3            | 24                          | 4,2                                    | APS-C (1,6×)   | Feb. 2015         | Canon EOS M6                                    |
| Canon EOS 1300D         | 18                          | 3                                      | APS-C (1,6×)   | Apr. 2016         | Canon EOS 2000D und 4000D                       |
| Canon EOS M10           | 18                          | 4,3                                    | APS-C (1,6×)   | Okt. 2015         | Canon EOS M100                                  |
| Canon EOS 750D/EOS 760D | 24                          | 5                                      | APS-C (1,6×)   | Feb. 2015         | Canon EOS 800D                                  |
| Canon EOS 1200D         | 18                          | 3                                      | APS-C (1,6×)   | März 2014         | Canon EOS 1300D                                 |
| Canon EOS 70D           | 20,2                        | 7                                      | APS-C (1,6×)   | Aug. 2013         | Canon EOS 80D                                   |
| Canon EOS 700D          | 18                          | 5                                      | APS-C (1,6×)   | Apr. 2013         | Canon EOS 750D                                  |
| Canon EOS 100D          | 18                          | 4                                      | APS-C (1,6×)   | Apr. 2013         | Canon EOS 200D                                  |
| Canon EOS-1D C          | 18,1                        | 14                                     | KB-Format (1×) | März 2013         | Canon EOS-1D X Mark II                          |
| Canon EOS M             | 18                          | 4,3                                    | APS-C (1,6×)   | Okt. 2012         | Canon EOS M3                                    |
| Canon EOS-1D X          | 18,1                        | 14                                     | KB-Format (1×) | Juli 2012         | Canon EOS-1D X Mark II                          |
| Canon EOS 650D          | 18                          | 5                                      | APS-C (1,6×)   | Juni 2012         | Canon EOS 700D                                  |
| Canon EOS 60Da          | 18                          | 5,3                                    | APS-C (1,6×)   | Apr. 2012         | kein direkter Nachfolger                        |
| Canon EOS 1100D         | 12                          | 3                                      | APS-C (1,6×)   | Apr. 2011         | Canon EOS 1200D                                 |
| Canon EOS 600D          | 18                          | 3,7                                    | APS-C (1,6×)   | Apr. 2011         | Canon EOS 650D                                  |
| Canon EOS 60D           | 18                          | 5,3                                    | APS-C (1,6×)   | Okt. 2010         | Canon EOS 70D                                   |
| Canon EOS 550D          | 18                          | 3,7                                    | APS-C (1,6×)   | März 2010         | Canon EOS 600D                                  |
| Canon EOS-1D Mark IV    | 16,1                        | 10,0                                   | APS-H (1,3×)   | Okt. 2009         | Canon EOS-1D X                                  |
| Canon EOS 7D            | 18                          | 8                                      | APS-C (1,6×)   | Sep. 2009         | Canon EOS 7D Mark II                            |
| Canon EOS 500D          | 15,1                        | 3,4                                    | APS-C (1,6×)   | Mai 2009          | Canon EOS 550D                                  |
| Canon EOS 5D Mark II    | 21,1                        | 3,9                                    | KB-Format (1×) | Nov. 2008         | Canon EOS 5D Mark III                           |
| Canon EOS 1000D         | 10,1                        | 3                                      | APS-C (1,6×)   | Juni 2008         | Canon EOS 1100D                                 |
| Canon EOS 450D          | 12,2                        | 3,5                                    | APS-C (1,6×)   | März 2008         | Canon EOS 500D                                  |
| Canon EOS 50D           | 15,1                        | 6,3                                    | APS-C (1,6×)   | Sep. 2008         | Canon EOS 60D                                   |
| Canon EOS-1Ds Mark III  | 21,1                        | 5                                      | KB-Format (1×) | Dez. 2007         | Canon EOS-1D X                                  |
| Canon EOS 40D           | 10,1                        | 6,5                                    | APS-C (1,6×)   | Sep. 2007         | Canon EOS 50D                                   |
| Canon EOS-1D Mark III   | 10,1                        | 10                                     | APS-H (1,3×)   | Mai 2007          | Canon EOS-1D Mark IV                            |
| Canon EOS 400D          | 10,1                        | 3                                      | APS-C (1,6×)   | Aug. 2006         | Canon EOS 450D                                  |
| Canon EOS 30D           | 8,2                         | -                                      | APS-C (1,6×)   | März 2006         | Canon EOS 40D                                   |
| Canon EOS 20Da          | 8,2                         | 5                                      | APS-C (1,6×)   | Sep. 2005         | Canon EOS 60Da                                  |
| Canon EOS 5D            | 12,8                        | 3                                      | KB-Format (1×) | Sep. 2005         | Canon EOS 5D Mark II                            |
| Canon EOS-1D Mark II N  | 8,2                         | 8,5                                    | APS-H (1,3×)   | Okt. 2005         | Canon EOS-1D Mark III                           |
| Canon EOS 350D          | 8,0                         | 3                                      | APS-C (1,6×)   | März 2005         | Canon EOS 400D                                  |
| Canon EOS-1Ds Mark II   | 16,7                        | -                                      | KB-Format (1×) | Nov. 2004         | Canon EOS-1Ds Mark III                          |
| Canon EOS-1D Mark II    | 8,2                         | 8,5                                    | APS-H (1,3×)   | Apr. 2004         | Canon EOS-1D Mark II N                          |
| Canon EOS 20D           | 8,2                         | 5                                      | APS-C (1,6×)   | Sep. 2004         | Canon EOS 30D                                   |
| Canon EOS 300D          | 6,3                         | 2,5                                    | APS-C (1,6×)   | Sep. 2003         | Canon EOS 350D                                  |
| Canon EOS 10D           | 6,3                         | 3                                      | APS-C (1,6×)   | März 2003         | Canon EOS 20D                                   |
| Canon EOS-1Ds           | 11,1                        | -                                      | KB-Format (1×) | Nov. 2002         | Canon EOS-1Ds Mark II                           |
| Canon EOS D60           | 6,3                         | 3                                      | APS-C (1,6×)   | März 2002         | Canon EOS 10D                                   |
| Canon EOS-1D            | 4,0                         | -                                      | APS-H (1,3×)   | Feb. 2002         | Canon EOS-1D Mark II                            |
| Canon EOS D30           | 3,1                         | 3                                      | APS-C (1,6×)   | Aug. 2000         | Canon EOS D60                                   |

Vor Einführung der EOS D30 bot Canon im Mitvertrieb digitale Spiegelreflex-Kameras an, die von Kodak unter Verwendung von Canon-Spiegelreflexkameragehäusen gebaut wurden. Alle diese Kameras basierten auf einer modifizierten EOS-1N, so dass EF-Objektive verwendet werden konnten. Der Bildsensor und die Elektronik stammten von Kodak.
Die Kodak EOS DCS5 war 1994 die erste Kamera dieser Reihe und damit auch die erste DSLR mit Canon-EF-Bajonett, wurde aber von Canon nicht in den Vertrieb übernommen. Ebenfalls nur von Kodak vertrieben (aber nicht öffentlich verkauft) wurde die „Kodak Digital Science SCS 1000 Camera“ von 1997. Die EOS DCS 3 und EOS DCS 1 sind nahezu identisch mit der Canon EOS-1N und unterscheiden sich nur durch den angesetzten Digitalrückteil. Die Canon EOS D6000 (baugleich mit der Kodak Professional DCS 560) wurde ausschließlich in Japan angeboten, die Canon EOS D2000 (baugleich mit der Kodak Professional DCS 520) war zunächst auch nur in Japan erhältlich, später aber auch weltweit. Beide Modelle entstanden durch einen weitergehenden Umbau der EOS-1N.
| Modellbezeichnung | Sensorauflösung (in Megapixel) | Sensorgröße    | Markteinführung | Nachfolgemodell |
| ----------------- | ------------------------------ | -------------- | --------------- | --------------- |
| Canon EOS D6000   | 6,0                            | APS-H (1,3×)   | Dez. 1998       |                 |
| Canon EOS D2000   | 2,0                            | APS-C (1,6×)   | März 1998       |                 |
| Canon EOS DCS 1   | 6,0                            | APS-H (1,3×)   | Dez. 1995       |                 |
| Canon EOS DCS 3   | 1,3                            | 5:4 (ca. 1,7×) | Juli 1995       |                 |

## Zeitleiste der Canon-Systemkameras
In der schematischen Darstellung ist das zeitweilig parallele Angebot von Modellen nicht vollständig dargestellt.
| Typ / Segment | Sensorformat             | 2000er                   | 2000er                           | 2000er                  | 2000er | 2000er | 2000er  | 2000er  | 2000er  | 2000er  | 2000er  | 2010er  | 2010er  | 2010er | 2010er  | 2010er | 2010er | 2010er  | 2010er  | 2010er  | 2010er  | 2020er   | 2020er   | 2020er   | 2020er   | 2020er   | 2020er   |
| Typ / Segment | Sensorformat             | 00                       | 01                               | 02                      | 03     | 04     | 05      | 06      | 07      | 08      | 09      | 10      | 11      | 12     | 13      | 14     | 15     | 16      | 17      | 18      | 19      | 20       | 21       | 22       | 23       | 24       | 25       |
| --- | ------------------------ | ------------------------ | -------------------------------- | ----------------------- | ------ | ------ | ------- | ------- | ------- | ------- | ------- | ------- | ------- | ------ | ------- | ------ | ------ | ------- | ------- | ------- | ------- | -------- | -------- | -------- | -------- | -------- | -------- |
| Profi | FF                       |                          |                                  | 1Ds                     | 1Ds    | 1Ds II | 1Ds II  | 1Ds II  | 1Ds III | 1Ds III | 1Ds III | 1Ds III | 1Ds III | 1D X   | 1D X    | 1D X   | 1D X   | 1D X II | 1D X II | 1D X II | 1D X II | 1D X III | 1D X III | 1D X III | 1D X III | 1D X III | 1D X III |
| Profi | APS-H                    |                          |                                  | 1D                      | 1D     | 1D II  | 1D II N | 1D II N | 1D III  | 1D III  | 1D IV   | 1D IV   | 1D IV   |        |         |        |        |         |         |         |         |          |          |          |          |          |          |
| Profi | FF                       |                          |                                  |                         |        |        |         |         |         |         |         |         |         |        | 1D C    | 1D C   | 1D C   | 1D C    | 1D C    |         |         |          |          |          |          |          |          |
| Profi | FF                       |                          |                                  |                         |        |        |         |         |         |         |         |         |         |        | 5Ds (R) |        |        |         |         |         |         |          |          |          |          |          |          |
| Profi | FF                       |                          |                                  |                         |        |        |         | 5D      | 5D      | 5D      | 5D II   | 5D II   | 5D II   | 5D II  | 5D III  | 5D III | 5D III | 5D IV   | 5D IV   | 5D IV   | 5D IV   | 5D IV    | 5D IV    | 5D IV    | 5D IV    | 5D IV    | 5D IV    |
| Enthusiast | FF                       |                          |                                  |                         |        |        |         |         |         |         |         |         |         |        | 6D      | 6D     | 6D     | 6D      | 6D II   | 6D II   | 6D II   | 6D II    | 6D II    | 6D II    | 6D II    | 6D II    | 6D II    |
| Enthusiast | APS-C                    |                          |                                  |                         |        |        |         |         |         |         | 7D      | 7D      | 7D      | 7D     | 7D      | 7D II  | 7D II  | 7D II   | 7D II   | 7D II   | 7D II   | 7D II    | 7D II    |          |          |          |          |
| Enthusiast | APS-C                    | D30                      | D30                              | D60                     | 10D    | 20D    | 20D     | 20D     | 30D     | 40D     | 50D     | 50D     | 60D     | 60D    | 70D     | 70D    | 70D    | 80D     | 80D     | 80D     | 90D     | 90D      | 90D      | 90D      | 90D      | 90D      | 90D      |
| Enthusiast | APS-C                    |                          |                                  |                         |        |        | 20Da    | 20Da    |         |         |         |         |         | 60Da   | 60Da    | 60Da   |        |         |         |         |         |          |          |          |          |          |          |
| Enthusiast | APS-C                    |                          |                                  |                         |        |        |         |         |         |         |         |         |         |        |         |        | 760D   | 760D    | 77D     | 77D     | 77D     | 77D      | 77D      |          |          |          |          |
| Einsteiger | APS-C                    |                          |                                  |                         | 300D   | 300D   | 350D    | 400D    | 400D    | 450D    | 500D    | 550D    | 600D    | 650D   | 700D    | 700D   | 750D   | 750D    | 800D    | 800D    | 800D    | 850D     | 850D     | 850D     | 850D     | 850D     | 850D     |
| Einsteiger | APS-C                    |                          |                                  |                         |        |        |         |         |         |         |         |         |         |        | 100D    | 100D   | 100D   | 100D    | 200D    | 200D    | 250D    | 250D     | 250D     | 250D     | 250D     | 250D     | 250D     |
| Einsteiger | APS-C                    |                          |                                  |                         |        |        |         |         |         |         | 1000D   | 1000D   | 1000D   | 1100D  | 1100D   | 1200D  | 1200D  | 1300D   | 1300D   | 2000D   | 2000D   | 2000D    | 2000D    | 2000D    | 2000D    | 2000D    | 2000D    |
| Einsteiger | APS-C                    |                          |                                  |                         |        |        |         |         |         |         |         |         |         |        |         |        |        | 4000D   |         |         |         |          |          |          |          |          |          |
| Spiegellos | FF                       |                          |                                  |                         |        |        |         |         |         |         |         |         |         |        |         |        |        |         |         |         |         |          |          |          |          | R1       | R1       |
| Spiegellos | FF                       |                          |                                  |                         |        |        |         |         |         |         |         |         |         |        |         |        |        |         |         |         | R3      |          |          |          |          |          |          |
| Spiegellos | FF                       |                          |                                  |                         |        |        |         |         |         |         |         |         |         |        |         |        |        |         |         |         |         | R5       | R5       | R5       | R5       | R5 II    | R5 II    |
| Spiegellos | FF                       |                          |                                  |                         |        |        |         |         |         |         |         |         |         |        |         |        |        |         |         |         |         | R6       | R6       | R6 II    | R6 II    | R6 II    | R6 II    |
| Spiegellos | FF                       |                          |                                  |                         |        |        |         |         |         |         |         |         |         |        |         |        |        | R       |         |         |         |          |          |          |          |          |          |
| Spiegellos | FF                       |                          |                                  |                         |        |        |         |         |         |         |         |         |         |        |         |        |        |         | Ra      |         |         |          |          |          |          |          |          |
| Spiegellos | FF                       |                          |                                  |                         |        |        |         |         |         |         |         |         |         |        |         |        |        |         |         |         | RP      | RP       | RP       | RP       | R8       | R8       | R8       |
| Spiegellos | APS-C                    |                          |                                  |                         |        |        |         |         |         |         |         |         |         |        |         |        |        |         |         |         |         |          |          | R7       | R7       | R7       | R7       |
| Spiegellos | APS-C                    |                          |                                  |                         |        |        |         |         |         |         |         |         |         |        |         |        |        |         |         |         |         | R10      |          |          |          |          |          |
| Spiegellos | APS-C                    |                          |                                  |                         |        |        |         |         |         |         |         |         |         |        |         | M5     |        |         |         |         |         |          |          |          |          |          |          |
| Spiegellos | APS-C                    |                          |                                  |                         |        |        |         |         |         |         |         |         |         | M(2)   | M(2)    | M(2)   | M3     | M3      | M6      | M6      | M6 II   | M6 II    | M6 II    | M6 II    |          |          | R50 V    |
| Spiegellos | APS-C                    |                          |                                  |                         |        |        |         |         |         |         |         |         |         |        |         |        |        |         |         | M50     | M50     | M50 II   | M50 II   | M50 II   | R50      | R50      | R50      |
| Spiegellos | APS-C                    |                          |                                  |                         |        |        |         |         |         |         |         |         |         |        |         |        | M10    | M10     | M100    | M100    | M200    | M200     | M200     | M200     | R100     | R100     | R100     |
| \| APS-C-Sensor (Formatfaktor 1,6) APS-H-Sensor (Formatfaktor 1,3) Vollformatsensor (Formatfaktor 1) \| Bildprozessor: pre-DIGIC \| DIGIC DIGIC II DIGIC III \| DIGIC 4(+) DIGIC 5(+) DIGIC 6(+) \| DIGIC 7 DIGIC 8 DIGIC X \| |                          |                          |                                  |                         |        |        |         |         |         |         |         |         |         |        |         |        |        |         |         |         |         |          |          |          |          |          |          |
| APS-C-Sensor (Formatfaktor 1,6) APS-H-Sensor (Formatfaktor 1,3) Vollformatsensor (Formatfaktor 1) | Bildprozessor: pre-DIGIC | DIGIC DIGIC II DIGIC III | DIGIC 4(+) DIGIC 5(+) DIGIC 6(+) | DIGIC 7 DIGIC 8 DIGIC X |        |        |         |         |         |         |         |         |         |        |         |        |        |         |         |         |         |          |          |          |          |          |          |